# Corea en los Juegos Olímpicos de Pyeongchang 2018
Corea estuvo representado en los Juegos Olímpicos de Pyeongchang 2018 por un total de 35 deportistas femeninas que compitieron en hockey sobre hielo.
Los portadores de la bandera en la ceremonia de apertura fueron la jugadora de hockey sobre hielo norcoreana Hwang Chung-Gum y el piloto de bobsleigh surcoreano Won Yun-Jong. El equipo olímpico coreano no obtuvo ninguna medalla en estos Juegos.

## Conformación
El 15 de enero de 2018, el ministro de Cultura, Deporte y Turismo surcoreano Do Jong Hwan, anunció que el gobierno estaba analizando la posibilidad de que las dos Coreas marchen juntas en la ceremonia de inauguración bajo la bandera de la unificación. Al mismo tiempo, el Comité Olímpico Internacional estaba analizando la posibilidad de crear un equipo de hockey femenino unificado coreano. Finalmente, el 17 de enero se anunció la formación de un equipo unificado de hockey femenino y que ambas delegaciones marcharan juntas en la inauguración y clausura de los Juegos.
Ciertos sectores sociales criticaron la creación del equipo unificado, ya que para permitir la participación de jugadoras norcoreanas en el equipo, se debieron limitar a la cantidad de jugadoras surcoreanas. El lenguaje también ha sido una barrera importante para el equipo, ya que en el norte y el sur se utilizan terminologías diferentes, sumado a que la entrenadora canadiense Sarah Murray no habla coreano, por lo cual depende de su asistente para comunicarse con las jugadores. Debido a sanciones estadounidenses, el uniforme del equipo es de una empresa finlandesa en vez de Nike, el patrocinador oficial de Corea del Sur.

## Deportistas
| Deporte            | Hombres | Mujeres                               | Total |
| ------------------ | ------- | ------------------------------------- | ----- |
| Hockey sobre hielo | 0       | Corea del Sur: 23 Corea del Norte: 12 | 35    |
| Total              | 0       | 35                                    | 35    |